# 제2차 포르투 전투

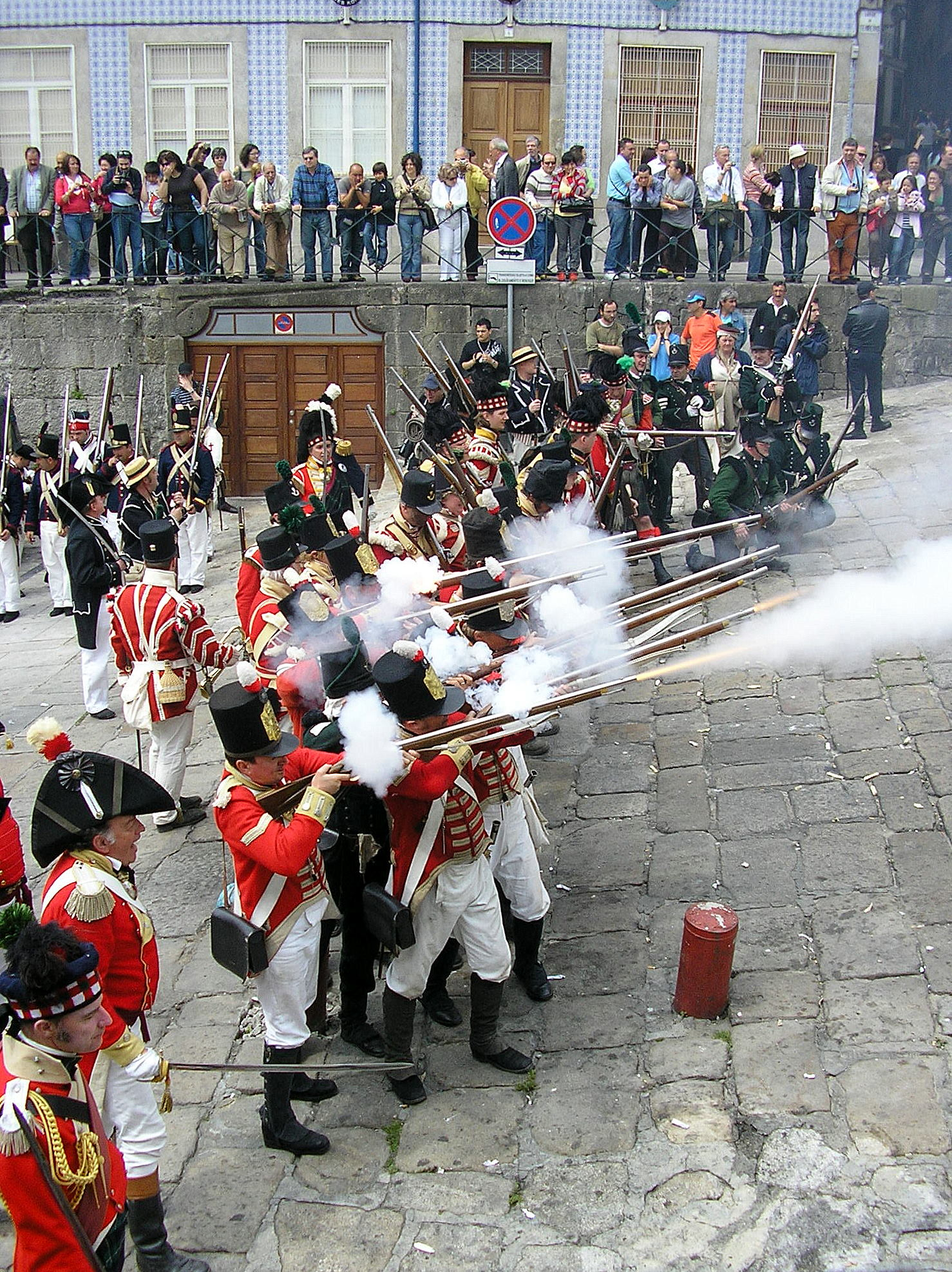
2009년의 포르투 전투 재현모습.

제2차 포르투 전투(영어: Battle of Porto, 오폴토(Oporto) 라고도 함. 혹은 도루 전투(Battle of the Douro)라고도 한다.)는 아서 웰즐리(Arthur Wellesley 훗날의 웰링턴 공작(Duke of Wellington)장군이 이끄는 영국군이 포르투를 점령하고 니콜라 술트(Nicolas Soult) 원수가 지휘하는 프랑스 군을 물리친 전투로 1809년 5월 12일 벌어졌다. 4월 22일 스페인에서 영국군의 지휘권을 인수한 아서 웰즐리는 즉각적으로 포르투로 진격하여 도우로 강을 건너 프랑스군을 기습하였다. 이로 인해 술트는 큰 피해를 입고 도시에서 물러나는 수밖에 없었다.

## 배경
1809년 3월 28일 벌어진 제1차 포르투 전투에서 술트 원수가 이끌던 프랑스군은 리마 바레토(Lima Barreto) 장군과 파레이라스(Parreiras)장군이 지휘하는 포르투갈 군을 포르투(전통적으로 영국에서는 오폴토Oporto라 불린다.) 외각에서 완전히 격퇴하였다. 술트는 승세를 타고 도시를 공략하여 도시의 시민들을 학살하였다.
술트가 포르투에 있는 동안 루이 루아송(Louis Loison)이 지휘하는 프랑스군 별동대가 동쪽에서 작전을 진행하고 있었다. 처음 이들 프랑스군 별동부대에는 앙리 드라보르드(Henri Delaborde) 소장(Maj-Gen)의 보병 사단과 로제(Lorge's)의 기병 사단이 포함되어 있었다. 프란시스코 실베일라(Francisco Silveira) 소장이 지휘하는 포르투갈 군은 차베스(Chaves)의 수비병들을 격파하고, 아마란테(Amarante) 근교를 장악함에 따라 술트와 스페인 사이의 연락선을 단절시킬 수 있었다. 4월 18일부터 5월 3일까지 포르투갈 군은 루아송이 지휘하는 부대를 타메가(Tâmega)의 서쪽 강둑에 묶어놓을 수 있었다. 다음날 프랑스군 공병부대는 다리에 장착된 폭약을 해체하는 데 성공하였다. 이윽고 드라보르드가 지휘하는 보병대가 다리를 장악하였다.
5월까지 술트 원수는 자신의 병력이 영국군보다 적다는 것에 공포를 느꼈다. 그래서 술트 원수는 5월 11일까지 머물다가 퇴각하는 계획을 세웠다. 줄리앙 메르메(Julien Mermet)소장이 지휘하는 사단은 이미 포병과 물자를 싣고 퇴각하게 하였다. 술트는 드라보르드의 보병사단(제17 경보병 연대, 제70 라인 연대, 86 라인 연대에서 차출된 3개 대대)와 피에르 멜르(Pierre Merle)소장이 지휘하는 사단(제2, 제4 경보병연대의 4개 대대, 제36 라인 연대의 3개 대대)은 그대로 도시에 머물게 하였다. 여기에 덧붙여 장 프란체스키(Jean Franceschi) 소장의 기병(제1 경기병(Hussars) 연대, 제8 용기병(Dragoons) 연대, 제22 기병 연대 및 하노버 추격대(Chasseurs).)으로 이루어진 기병 사단이 보병대를 지원하게 했다. 이들의 총 병력은 보병 10,000명에 기병 1,200 정도였다.
리스본에서 출발한 영국군은 5월 11일 그리조 전투(Battle of Grijó)에서 프랑스군과 격전을 벌여 도루강에 도착하였다. 이미 술트는 모든 보트를 파괴하거나 강의 북안으로 이동시키라는 명령을 내렸기 때문에 웰즐리는 강을 건널 수가 없었다.
웰즐리 휘하에는 병력 20,000명에 달하는 7개의 독립적인 영국 보병 여단이 소속되어 있었다. 그들은 각각 헨리 캠벨(Henry Campbell) 준장(Brig-gen)이 지휘하는 제1 근위여단(1st Guards), 알렉산더 켐벨(Alexander Campbell) 준장이 지휘하는 제2 근위여단(2nd Guards), 존 손타그(John Sontag) 준장이 지휘하는 제3 근위여단(3rd Guards), 롤랜드 힐(Rowland Hill)소장이 지휘하는 제4 근위여단(4th Guards), 알란 카메론(Alan Cameron) 준장이 지휘하는 제5 근위여단(5th Guards), 리차드 스튜어트(Richard Stewart) 준장이 지휘하는 제6 근위여단(6th Guards), 존 머레이(John Murray) 소장이 지휘하는 제7 근위여단(7th Guards)이다. 여기에 스테이플톤 커튼(Stapleton Cotton) 소장이 제14, 제16, 제20 경 용기병 부대와 왕립 독일군단(KGL;King's German Legion) 소속의 제3 경 용기병로 구성된 1,500명의 기병대의 지휘를 맡았다. 포병은 6문짜리 포를 담당하는 부대 4개(각각 왕실 포병대(RA) 소속의 실레리(Sillery), 라우손(Lawson). 왕립 독일 군단 소속의 티엘링(Tieling), 헤이세(Heise)가 에드워드 하워드(Edward Howorth)의 지휘를 받았다.
이보다 더 동쪽에는 크리스토퍼 틸슨(Christopher Tilson) 소장의 영국 여단(1,400명)과 실베이라의 포르투갈 군 5,000명을 합류시켜 이들을 선봉으로 내세운 윌리엄 카 베레스폴드(William Carr Beresford;포르투갈 군 원수)가 움직이고 있었다.

## 전투의 상세한 상황
5월 12일 아침 존 워터(John Waters)는 포르투의 동쪽 강을 정찰하였다. 그는 한 포르투갈 이발사와 접촉했는데, 이 이발사는 워터를 이끌고 잡목으로 우거진 강둑으로 이끌고 갔다. 이곳에는 작은 보트가 있었다. 이 보트는 수녀원 소속으로 3명에서 4명 정도 되는 농민들이 타고 있었다. 월터는 반쯤은 간청하고 반쯤은 강요하여 농민들로부터 보트를 얻을 수 있었다. 영국군은 이제 와인을 실어 나르는 바지선을 통해 500야드 정도 되는 강을 건너 반대편으로 갈 수 있었다.
이 사실이 보고되자 웰즐리는 태연하게 "자 그럼 병사들에게 강을 건너게 하자."라고 말했다고 한다.(이는 웰즐리가 인도를 공격할 때 행동을 연상시키는 대담한 도박이었다.) 즉각적으로 제3 보병 중대(부프스(Buffs)의 일부가 강을 건너 시야를 확보할 수 있는 벽이 둘러진 수녀원을 장악하였다. 이때 프랑스군은 웰즐리 군이 북쪽에 있다는 것을 알아차렸다. 힐의 여단인 부프스 소속의 모든 보병 대대는 수녀원으로 보내졌다.
술트는 늦게 잠들었기 때문에 이러한 상황에 대하여 전혀 모르고 있었다. 영국군의 도강을 제일 처음 발견한 막시밀리안 포이(Maximilien Foy)는 제17 경보병 연대의 3개 보병대대를 끌어모아 오전 11시 30분 경 수녀원에 공격을 가했다. 포이와 휘하의 병력은 영국군의 반격으로 인해 큰 피해를 입고 물러나야 했다. 다음날 세 개의 보병대대의 지원을 받은 프랑스군은 다시 공격에 나섰다. 그러나 영국군 3개의 보병대대 전원이 수녀원과 그 주변을 장악하고 있었기 때문에 프랑스군은 다시금 물러날 수밖에 없었다.
술트는 포이를 지원하기 위해 포르투를 지킬 병사 일부만 남기고 도시에서 물러났다. 프랑스군이 강안을 떠나자마자 포르투 시민들은 즉각적으로 "뜰수 있는 것은 뭐든지" 들고 나와 영국군을 실어 날랐다. 4개의 영국군 대대는 즉각적으로 강을 건너 프랑스군의 배후를 찔렀다. 프랑스군은 이미 무모하게 북쪽으로 도주하는 대신에 도시에서 물러나기로 계획하고 있는 상태였다.
한편 웰즐리는 머레이가 지휘하는 2,900명의 여단과 제14 경 용기병 여단으로 하여금 프랑스군의 퇴로를 끊게 하기 위해 도우로 강 너머에 있는 포르투 동쪽 5마일 떨어진 곳으로 보냈다. 머레이는 그저 난전에만 몰두하여 전술적인 움직임을 보이지 않았기 때문에 프랑스군의 퇴로를 차단하는 데 실패하였다. 그러나 제14 경 용기병 여단은 퇴각하는 프랑스군을 재빠르게 추격하였다. 이들은 프랑스군에게 돌격을 가하여 약 300명의 프랑스군을 베고, 상당수를 포로로 잡았다. 이 와중에 총 110명의 기병 중에서 35명이 적의 총탄에 쓰러졌다.
영국군은 이 전투를 통틀어 125명을 잃었다. 수녀원에서 벌어진 전투에서 웰즐리의 부사령관 에드워드 파겟(Edward Paget)는 프랑스군의 총탄에 의해 한쪽 팔에 부상을 당했고, 결국 절단해야만 했다. 한편 프랑스군은 300명이 전사하거나 부상당했고 1,800명이 포로로 잡혔다. 다른 사료에 따르면 프랑스군의 사상자는 600명 정도라고 한다. 포이 역시 부상을 당했다.

## 포르투갈에서 술트의 퇴각
머레이의 실수와 웰즐리 부대의 대부분이 여전히 도우로 강의 남쪽에 머무르고 있었기 때문에 프랑스군은 5월 12일 그럭저럭 무사히 퇴각할 수 있었다. 그러나 루아송은 실베이라의 부대를 저지하는 데 실패하고 실베이라의 부대는 북동쪽으로 퇴각하기로 계획을 세운 술트 부대에 공격을 가했다. 그래서 술트의 부대는 장비도 다 놔두고 북쪽에 있는 언덕으로 허둥지둥 도망쳐야 했다. 술트와 루아송의 부대는 기마랑스(Guimarães)에서 합류하였다. 그러나 웰즐리의 부대는 포르투로부터 바로 북쪽으로 힘겨운 행군을 개시하여 기마랑스의 북서쪽에 위치한 브라가(Braga)에 프랑스군보다 먼저 도착하였고, 이로 인해 술트는 북동쪽으로 다시금 진군해야했다. 이러는 와중에 베레스폴드와 실베이라는 술트의 퇴로를 막아서는 기동을 보였다. 영국-포르투갈군의 치열한 견제를 간신히 뿌리친 후에 술트는 산을 넘어 스페인에 있는 오렌스(Orense)에 도착할 수 있었다. 이 퇴각작전에서 술트는 총 4,500명의 병력을 잃었고 무수히 많은 군자금과 포, 물자를 잃었다.

## 픽션에서
포르투 전투는 베르나르드 콘웰(Bernard Cornwell)이 지은 샤프의 하보크(Sharpe's Havoc)와 알란 마린슨(Allan Mallinson)이 지은 용기의 행동(An Act of Courage)에 묘사되어 있다.

## 참고 문헌
- Glover, Michael. The Peninsular War 1807-1814. London: Penguin, 2001. ISBN 0-14-139041-7
- Hickock, William and York, Edward. York's Military History of the Peninsular War.
- Smith, Digby. The Napoleonic Wars Data Book London: Greenhill, 1998. ISBN 1-85367-276-9